# 러브 네버 다이즈
《러브 네버 다이즈》(Love Never Dies)는 2010년 3월 9일 영국 런던 웨스트엔드 아델피 극장에서 초연한 뮤지컬이다. 이는 오페라의 유령("The Phantom of the Opera")의 속편으로 작곡가 앤드루 로이드 웨버가 첩보 추리 소설 작가인 프레더릭 포사이스에게 오페라의 유령과 이어지는 이야기를 써달라 부탁해 완성된 소설, 《맨해튼의 유령》을 토대로 만들었으며, 그 대본 작업에는 영국의 극작가 벤 엘튼이 참여하였다. 또한 앤드루 로이드 웨버가 작곡을 글렌 슬레이터가 작사를 맡았으며, 잭 오브라이언이 연출을 맡았다.

## 자세한 정보
이 뮤지컬은 전편 오페라의 유령("The Phantom of the Opera")에 참여했던 무대 디자이너 마리아 비욘슨의 '오페라의 유령'의 결말이 마음에 들지 않는다는 아쉬움 섞인 투덜거림에 의해 시작된 것이라 해도 과언이 아니다. 이로 인해 앤드루 로이드 웨버에게 그 결말에 대해 다시 생각해볼 계기를 만들어주었기 때문이다.
뮤지컬은 전편에서 연기처럼 사라졌던 괴신사 오페라의 유령(팬텀)과 그의 오랜 뮤즈이자 사랑의 대상인 가수, 크리스틴 다에를 중심으로 하고 있다. 뮤지컬 속에서 주 무대가 되는 '코니 아일랜드(놀이공원)'는 회전목마, 서커스 천막, 대관람차 같은 볼거리들이 화려한 이미지에 일가견이 있는 무대 디자이너 밥 크로울리를 통해 재현되며 관객들의 눈을 홀린다. 전편에서의 가장 큰 갈등구조였던 '세상을 증오하는 팬텀과 팬텀을 두려워하고 혐오하는 세상'과는 달리 러브 네버 다이즈에서는 팬텀과 크리스틴 다에의 애정선과 맥 지리와의 갈등, 구스타프의 출생의 비밀이 주를 이룬다. 또한 주인공들이 과거를 회상할 때나 앞으로 벌어진 상황에 대한 복선으로 오페라의 유령에 쓰인 곡들이 짤막하게 삽입된다. 작품의 시대적, 공간적 배경을 반영하는 쇼툰과 재즈뿐만 아니라 강렬한 록 넘버가 가미되었고 구스타브를 연기하는 보이 소프라노를 다양한 곡에서 적극적으로 활용하여 색다른 매력을 더했다.

## 창작자
작곡 : 앤드루 로이드 웨버
1948년 영국 켄싱턴 출생. 작곡가인 아버지와 피아노 연주자인 어머니 사이에서 태어났다. 옥스퍼드에서 인문학을 전공했으나 곧 왕립예술대학으로 편입하여 클래식을 공부했다. 브로드웨이를 영국산 메가 뮤지컬로 점령하면서 뮤지컬 역사를 바꾼 장본인이다. 지저스 크라이스트 수퍼스타, 에비타, 캣츠, 오페라의 유령으로 유명하지만 텔 미 온 어 선데이, 요셉과 어메이징 테크니컬러 드림코트 같은 작은 규모의 매력적인 작품들도 다수 있다.
작사 : 글렌 슬레이터
1968년 뉴욕 출생. 하버드 대학을 졸업했으며 알란 맥켄과 함께 한 공동작업으로 이름을 알린 작사가이다. 디즈니 뮤지컬 인어공주, 울피 골드버그의 영화를 원작으로 한 시스터 액트로 토니상에 두 차례 노미네이트되기도 했다.

## 캐릭터 소개
- 팬텀

음악을 비롯한 다방면의 천재이지만 기형적으로 추한 외모 때문에 하얀 가면으로 얼굴을 가리고 숨어산다. 자신의 음악에 날개를 달아줄 아름답고 순수한 크리스틴을 사랑하지만 그 사랑 때문에 살인을 저지르는 것조차 주저하지 않을 만큼 극단적인 면을 가지고 있다.
- 크리스틴

팬텀의 뮤즈. 어렸을 때부터 몽상을 즐기는 감성적인 성격의 소유자. 음악가인 아버지에게서 물려받은 재능을 갖고 있고, 어느 날 자신을 찾아온 신비로운 존재에 의해 그 재능을 꽃피웠지만 그 존재가 살인마로 손가락질 당하는 팬텀이라는 사실을 알게 된 후로 사랑과 두려움 사이에서 갈등하다가 결국 첫사랑 라울을 선택했다. 10년이 지난 지금도 팬텀에 대한 마음을 남몰래 숨겨놓고 있다.
- 라울

모두에게 사랑받는 전도유망한 귀족청년으로 소꿉친구인 크리스틴의 마음을 사로잡았던 남자. 하지만 10년 후에는 잘못된 길에 빠져들어 재산을 모두 잃고 만다. 크리스틴을 진심으로 사랑하지만 그녀와의 관계 역시 쉽게 풀리지 않는다.
- 구스타브

라울 드 샤니 자작과 크리스틴의 외동아들로 올해 10살이다. 놀라운 음악적 재능을 가진 영민한 아이로 아버지가 자신을 사랑하지 않을지도 모른다는 두려움을 갖고 있다.
- 맥 지리

크리스틴의 옛 친구. 파리 오페라 발레단의 사랑스런 발레리나였던 그녀는 팬텀을 돕기 위해 그와 함께 미국으로 건너와 코니 아일랜드의 여가수가 되었다. 섹시하고 발랄한 쇼로 뭇사내들을 사로잡지만 그녀의 바람은 오직 팬텀의 관심과 인정을 받는 것 밖에 없다.

## 뮤지컬 넘버
| 1 막 - "Til I Hear You Sing (includes The Aerie)" – The Phantom - "The Coney Island Waltz" – Squelch, Fleck, Gangle & Ensemble - "Only for You" – Meg Giry, Ensemble - "Ten Long Years (Duet)" – Meg and Madame Giry - "Christine Disembarks" – Raoul, Gustave and Ensemble - "Are You Ready to Begin?" – Fleck, Gangle, Squelch, Raoul, Gustave and Ensemble - "What a Dreadful Town!" – Raoul, Christine and Gustave - "Look with Your Heart" – Christine and Gustave - "Beneath a Moonless Sky" – Christine and The Phantom - "Once Upon Another Time" – Christine and The Phantom - "Mother Please, I'm Scared!" – The Phantom, Gustave and Christine - "Ten Long Years of Yearning" – The Phantom and Christine - "Dear Old Friend" – Meg, Madame Giry, Christine, Raoul, Gustave and Ensemble - "Beautiful" – Gustave, Fleck, Gangle, Squelch and The Phantom - "The Beauty Underneath" – The Phantom and Gustave - "Phantom Confronts Christine" – The Phantom, Christine and Madame Giry | 2 막 - "Entr'acte" – The Orchestra - "Why Does She Love Me?" – Raoul, Meg and Ensemble - "Devil Take the Hindmost" – Raoul and The Phantom - "Invitation to the Concert" – Fleck, Gangle, Squelch and Ensemble - "Bathing Beauty" – Meg, Fleck, Gangle, Squelch and Ensemble - "Before the Performance" – Christine, Raoul, Gustave and The Phantom - "Devil Take the Hindmost (Reprise)" – Gustave, Raoul, The Phantom, Madame Giry and Meg - "Love Never Dies" – Christine - "Ah, Christine!" – The Phantom and Christine - "Gustave! Gustave!" – Christine, The Phantom, Madame Giry, Fleck, Gangle and Squelch - "Please Miss Giry, I Want to Go Back" – Gustave and Meg - "Finale" – The Phantom and Christine - "Love Never Dies (Reprise)" - The Phantom - "Playout" – Orchestra |

## 같이 보기
- 오페라의 유령 (뮤지컬)